# Jouamaa
Jouamaa  (in arabo اجوامعة‎?) è un centro abitato e comune rurale del Marocco situato nella provincia di Fahs Anjra, regione di Tangeri-Tetouan-Al Hoceima. Conta una popolazione di 7 711 abitanti (censimento 2014).